# Dardo A. Marti
Dardo Andrea Marti (Guatimozín, 10 de noviembre de 1970) es un investigador y docente universitario. Es miembro de la Carrera del Investigador Científico del CONICET y se desempeña en las áreas de la genética, la gestión académica y la internacionalización de la educación superior.

## Reseña biográfica
Nacido en una familia de padre productor agropecuario y madre ama de casa en Guatimozín, luego se trasladan a la ciudad de La Carlota en la Provincia de Córdoba donde recibe educación secundaria en un colegio provincial agrotécnico (IPEA N5), y posteriormente se traslada a la Provincia de Misiones donde cursa la Licenciatura en Genética de la UNaM, graduándose como licenciado en genética (1995), para luego cursar el Doctorado en Ciencias Biológicas en la Universidad Nacional de Córdoba (2002), desarrolla su carrera docente en paralelo con la de investigador científico y emprende una destacada labor en gestión en varios ámbitos de la Universidad Pública. Fue miembro de varios órganos colegiados en la FCEQyN de la UNaM, director del Departamento de Genética, Secretario de Investigación y Posgrado, Consejero Superior de la Universidad y Decano de su facultad por dos períodos. Asimismo, fue promotor de la creación de las normas que habilitan las dobles titulaciones en la UNaM a través de convenios con otras universidades del extranjero, logrando que universidades de Brasil y Portugal reciban estudiantes de la FCEQyN y culminen sus estudios con doble titulación en las carreras de ingeniería química e ingeniería en alimentos. 

## Distinciones y honores
Profesional destacado del año (2015). Federación de Colegios y Consejos Profesionales de Misiones (FECCOPROMI).

## Producción científica
Algunos trabajos científicos de su producción pueden encontrarse en su perfil académico.